# Starksia springeri
Starksia springeri is een straalvinnige vissensoort uit de familie van de slijmvissen (Labrisomidae). De wetenschappelijke naam van de soort is voor het eerst geldig gepubliceerd in 2011 door Castillo & Baldwin.